# Malý Beranov
Pour les articles homonymes, voir Malý.
Malý Beranov (en allemand : Klein Beranau) est une commune du district de Jihlava, dans la région de Vysočina, en République tchèque. Sa population s'élevait à 623 habitants en 2024.

## Géographie
Malý Beranov se trouve à 4 km à l'est du centre de Jihlava et à 115 km au sud-est de Prague.
La commune est limitée par Jihlava au sud, à l'ouest et au nord-ouest, et par Velký Beranov à l'est.

## Histoire
La première mention écrite de la localité date de 1760.

## Transports
Par la route, Malý Beranov se trouve à 7 km de Telč, à 5 km de Jihlava et à 135 km de Prague.